# Clayton Failla
Clayton Failla, né le 8 janvier 1986 à Żabbar à Malte, est un footballeur international maltais, évolue au poste de défenseur au Mosta FC.

## Biographie

### Sélection
Clayton Failla est convoqué pour la première fois par le sélectionneur national Dušan Fitzel pour un match amical face à l'Islande le 19 novembre 2008 (défaite 1-0). Le 6 septembre 2013, il marque son premier but en équipe de Malte lors d'un match des éliminatoires de la Coupe du monde 2014 face au Danemark (défaite 2-1).
Il compte 46 sélections et 2 but avec l'équipe de Malte depuis 2008.

## Palmarès

### En club
- Hibernians :
  - champion de Malte en 2009, 2015 et 2017
  - vainqueur de la Coupe de Malte en 2006, 2007, 2012 et 2013
  - vainqueur de la Supercoupe de Malte en 2007.

### Récompenses
- Élu footballeur maltais de l'année en 2009.

## Statistiques

### Buts en sélection
Le tableau suivant liste tous les buts inscrits par Clayton Failla avec l'équipe de Malte.